# 詹雨安
詹雨安（1997年12月9日—），台灣台南人，新創企業家，現為Heptabase共同創辦人暨執行長。

## 生平
詹雨安高中時就讀台南一中科學班，高二時參加國際物理奧林匹克獲得備取國手資格，憑此進入台灣大學物理系就讀，當時曾雙修數學系，大二上決定休學讓自己能更自由地學習，滿足自己求知的渴望。
後來詹雨安進入實驗性大學密涅瓦大學就讀，大二上決定再次休學，與吳雨川、林昱帆研發視覺化筆記軟體，成功獲得矽谷第一加速器Y Combinator的天使投資。

## 外部連結
- 詹雨安的官方网站
- 詹雨安的Facebook專頁